# Austin Abrams
Austin Noah Abrams (Sarasota, 2 settembre 1996) è un attore statunitense, conosciuto principalmente per aver interpretato Ron Anderson nella quinta e sesta stagione della serie televisiva The Walking Dead (2015–2016) e per quello di Ethan nella prima e seconda stagione della serie Euphoria (2019). Ha recitato anche in diversi film, tra i quali The Kings of Summer (2013), Città di carta (2015), Brad's Status (2017), Scary Stories to Tell in the Dark (2019), I nostri cuori chimici (2020) e Wolfs - Lupi solitari (2024).

## Biografia

### Inizi
Austin Abrams è nato e cresciuto nella città di Sarasota, in Florida, figlio di Lori e Bradley Abrams, entrambi medici. Abrams ha origini ebraiche.

### Carriera
Ha fatto il suo debutto cinematografico in Ticking Clock, film del 2011 diretto da Ernie Barbarash. Nell'anno successivo ha ottenuto il suo primo ruolo televisivo nella serie televisiva The Inbetweeners - Quasi maturi. Nel 2013 è apparso di nuovo al cinema in Gangster Squad, al fianco di Ryan Gosling, Josh Brolin e Sean Penn, e nella commedia The Kings of Summer, diretta da Jordan Vogt-Roberts.
Dopo essere comparso come guest star nelle serie televisive Shameless e Silicon Valley, nel 2015 è stato nel cast del dramma Città di carta, film tratto dal romanzo omonimo di John Green, in cui ha recitato al fianco di Nat Wolff e Cara Delevingne. Dallo stesso anno ha interpretato il ruolo di Ron Anderson nella serie televisiva horror The Walking Dead.
Nel 2017 ha recitato nel film All Summers End di Kyle Wilamowski, interpretando Hunter Gorski, un trasandato sedicenne che presta poca attenzione al primo amore del suo migliore amico Conrad. In quello stesso anno ha recitato con Ben Stiller in Brad's Status. Nel 2019 ha recitato nel film Scary Stories to Tell in the Dark, tratto dall'omonima serie di libri per ragazzi. Nel 2020 ha recitato nel film sentimentale per adolescenti I nostri cuori chimici.

## Filmografia

### Cinema
- Ticking Clock, regia di Ernie Barbarash (2011) uscito in home video
- Una bugia per amore (Jewtopia), regia di Bryan Fogel (2012)
- Gangster Squad, regia di Ruben Fleischer (2013)
- The Kings of Summer, regia di Jordan Vogt-Roberts (2013)
- Sacrifice, regia di Michael Cohn (2014)
- Città di carta (Paper Towns), regia di Jake Schreier (2015)
- All Summers End, regia di Kyle Wilamowski (2017)
- Tragedy Girls, regia di Tyler MacIntyre (2017)
- We Don't Belong Here, regia di Peer Pedersen (2017)
- Brad's Status, regia di Mike White (2017)
- Puzzle, regia di Marc Turtletaub (2018)
- Dude, regia di Olivia Milch (2018)
- Decadeless, regia di Aubrey Peeples - cortometraggio (2018)
- Scary Stories to Tell in the Dark, regia di André Øvredal (2019)
- I nostri cuori chimici (Chemical Hearts), regia di Richard Tanne (2020)
- Youngest, regia di Nat Wolff (2020)
- Do Revenge, regia di Jennifer Kaytin Robinson (2022)
- Wolfs - Lupi solitari (Wolfs), regia di Jon Watts (2024)
- Weapons, regia di Zach Cregger (2025)

### Televisione
- The Inbetweeners - Quasi maturi (The Inbetweeners) – serie TV, 4 episodi (2012)
- Shameless – serie TV, 1 episodio (2014)
- Silicon Valley – serie TV, 1 episodio (2014)
- The Walking Dead – serie TV, 9 episodi (2015-2016)
- SMILF – serie TV, 2 episodi (2017)
- The Americans – serie TV, 2 episodi (2018)
- Euphoria – serie TV, 7 episodi (2019-in corso)
- Less Than Zero (2019) - film TV
- This Is Us – serie TV, 7 episodi (2019-2021)
- Dash & Lily – serie TV, 8 episodi (2020)

### Video musicali
- Benny Blanco & Juice WRLD: Graduation, regia di Jake Schreier (2019)

## Doppiatori italiani
Nelle versioni in italiano delle opere in cui ha recitato, Austin Abrams è stato doppiato da:
- Alex Polidori in Euphoria (st. 1), Do Revenge, Wolfs - Lupi solitari, Weapons
- Andrea Oldani in SMILF, I nostri cuori chimici
- Federico Bebi in The Inbetweeners - Quasi maturi
- Arturo Valli in The Walking Dead
- Manuel Meli in Città di carta
- Tommaso Di Giacomo in Scary Stories to Tell in the Dark
- Andrea Di Maggio in Dash e Lily
- Alberto Franco in Euphoria (st. 2)